# Ouratea pycnostachys
Ouratea pycnostachys är en tvåhjärtbladig växtart som först beskrevs av Carl Friedrich Philipp von Martius och Erhard, och fick sitt nu gällande namn av Adolf Engler. Ouratea pycnostachys ingår i släktet Ouratea och familjen Ochnaceae. Inga underarter finns listade i Catalogue of Life.